# Rumex mirabilis
Rumex mirabilis är en slideväxtart som beskrevs av K. H. Rechinger. Rumex mirabilis ingår i släktet skräppor, och familjen slideväxter. Inga underarter finns listade i Catalogue of Life.